# Trijnie Rep
Trijntje „Trijnie” Roozendaal z d. Rep (ur. 4 grudnia 1950 w Oostzaan) – holenderska łyżwiarka szybka, brązowa medalistka mistrzostw świata i wicemistrzyni Europy.

## Kariera
Pierwszy sukces w karierze Trijnie Rep osiągnęła w 1973 roku, zdobywając srebrny medal podczas wielobojowych mistrzostw Europy w Brandbu. Rozdzieliła tam na podium swą rodaczkę Atje Keulen-Deelstrę oraz Ninę Statkiewicz z ZSRR. W poszczególnych biegach zajmowała kolejno drugie miejsce w biegu na 500 m, trzecie na 1500 i 1000 m oraz czwarte na dystansie 3000 m. W tym samym roku była też trzecia na wielobojowych mistrzostwach świata w Strömsund, gdzie wyprzedziły ją jedynie Atje Keulen-Deelstra oraz Tetiana Szełechowa z ZSRR. Zdobyła tam medal, mimo iż w żadnym z biegów nie znalazła się w pierwszej trójce: w biegach na 500 m i 3000 m była piąta, a na dystansach 1000 i 1500 m zajęła siódme miejsce. Czwartą w klasyfikacji Ninę Statkiewicz wyprzedziła zaledwie o 0,034 pkt. Była też między innymi piąta na mistrzostwach świata w Heerenveen, jej najlepszym wynikiem było tam szóste miejsce w biegu na 1500 m. W 1972 roku brała udział w igrzyskach olimpijskich w Sapporo, zajmując 20. miejsce w biegu na 500 m i 24. miejsce na dwukrotnie dłuższym dystansie. Zdobyła ponadto trzy medale mistrzostw Holandii w wieloboju, w tym srebrny w 1973 roku i brązowe w latach 1971-1972.